# Choice of Weapon
Choice of Weapon es el noveno álbum de estudio de la banda de hard rock inglesa The Cult. Inicialmente el álbum debía ser lanzado al mercado en el 2011, pero se terminó lanzando el 22 de mayo de 2012. Choice of Weapon fue nombrado el "disco del año en iTunes" en el 2012.

## Lista de canciones
Todas las canciones fueron escritas por Ian Astbury y Billy Duffy.
1. "Honey from a Knife" - 3:06
2. "Elemental Light" - 4:45
3. "The Wolf" - 3:33
4. "Life>Death" - 5:32
5. "For the Animals" - 4:28
6. "Amnesia" - 3:02
7. "Wilderness Now" - 4:33
8. "Lucifer" - 4:40
9. "A Pale Horse" - 3:14
10. "This Night in the City Forever" - 4:45

## Créditos
- Ian Astbury - voz
- Billy Duffy - guitarras, coros
- Chris Wyse - bajo
- John Tempesta - percusión, batería